# Marilyn Norry
Pour les articles homonymes, voir Norry (homonymie).
Marilyn Norry est une actrice canadienne, née le 4 octobre 1957 à Peterborough (Ontario).

## Filmographie

### Cinéma
- 1992 : Face à face (Knight Moves) de Carl Schenkel : Homesearcher
- 1994 : Vitrine sur meurtre (Flinch) : Vivian Raymond
- 1994 : L'Histoire sans fin 3 : Retour à Fantasia (The NeverEnding Story III) : Mrs. Crackerby
- 1994 : Les Quatre Filles du docteur March (Little Women) : Mrs. Kirk
- 1995 : Terror Clinic (Exquisite Tenderness) : Mother (1958)
- 1999 : La neige tombait sur les cèdres (Snow Falling on Cedars) : H. Jenkins
- 2000 : Mission to Mars : Louise
- 2005 : L'Exorcisme d'Emily Rose (The Exorcism of Emily Rose) : Maria Rose
- 2010 : Beyond the Black Rainbow : Rosemary Nyle
- 2016 : Le Bon Gros Géant (The BFG) de Steven Spielberg : Matron

### Télévision

#### Séries télévisées
- 1989 : Cap Danger (saison 6, épisode 1) : Dr Bailey
- 1991 : Max Glick (saison 2, épisode 7) : Mrs Wadsworth
- 1991 : Le ranch de l'espoir (saison 2, épisode 14) : la mère de Beau
- 1992 : L'As de la crime (saison 2, épisode 3) : Principal
- 1992 : Rock 'n' love (saison 1, épisodes 4 & 12) : Adrienne Pappas
- 1993 / 1996 : Madison (épisodes 1x03 / 4x03, 4x04, 4x07 & 4x09) : Mrs. Stephens / Uta Wakaluk
- 1996 / 1999 : The Sentinel (épisodes 2x05 / 4x05) : Captain Taggart / Phyllis
- 1997 : X-Files : Aux frontières du réel (saison 4, épisode 14) : Nurse (non-créditée)
- 1997 : Au-delà du réel : L'aventure continue (saison 3, épisode 15) : Flo
- 1998 : Nothing Too Good for a Cowboy : Alberta Bloomsbury (1999)
- 1998 : The Crow (saison 1, épisode 8) : Dr Jocelyn Ross
- 1999 : Mercy Point (saison 1, épisode 6) : L.Y.D.
- 2000 : Nothing Too Good for a Cowboy (saison 2, épisode 9) : Dr Alberta Bloomsbury
- 2000 : Stargate SG-1 (saison 4, épisode 9) : Hedrazar
- 2001 : TV business (saison 2, épisode 19) : modératrice
- 2001 : Night Visions (saison 1,  épisode 10) : Mrs. Barnett (segment "Darkness")
- 2001 : Cold Squad, brigade spéciale (saison 5, épisode 5) : Markswoman at range
- 2002 : John Doe (pilote) : Lipstick Realtor (non-créditée)
- 2002 : La Treizième Dimension (saison 1, épisode 21) : Jessica Moore
- 2004 : Da Vinci's Inquest (saison 6, épisode 9) : Donna Bardsley
- 2004 : The Collector (saison 1, épisode 10) : Donna Barnes
- 2005 : Masters of Horror (saison 1, épisode 3) : Kate
- 2006 : The L Word (saison 3, épisode 1) : Eve
- 2006 : Saved (saison 1, épisode 12) : Teresa
- 2006 : Three Moons Over Milford (saison 1, épisode 7) : Theresa
- 2007 : Painkiller Jane (saison 1, épisode 17) : Lillian Dyle
- 2007 : Deux princesses pour un royaume (mini-série) : Lorraine Bedose
- 2008 : JPod (saison 1, épisodes 12 & 13) : Dutchie
- 2008 / 2014 : Supernatural (épisodes 3x15 / 9x17) : Nurse / Mère Supérieure
- 2008-2009 : Battlestar Galactica : Reza Chronides
- 2008-2009 : Le Diable et moi (épisodes 1x11 / (2x01) / 2x06 & 2x07) : Mrs. Wysocki / (crédit seulement) / Sock's Mom
- 2009 : The Guard (saison 2, épisode 9) : une femme
- 2009 : Smallville (saison 9, épisode 7) : Membre du Conseil #2
- 2010 : Fringe (saison 2, épisode 23) : Nurse 3
- 2010 : Shattered (saison 1, épisode 1) : Diane Johnson
- 2011 : Endgame (saison 1, épisode 1) : Grandma
- 2012 : Goodnight for Justice (mini-série - épisode 2) : Mrs. Jorgensen
- 2012 : Continuum (saison 1, épisode 6) : Henrietta
- 2012 : L'Heure de la peur (saison 3, épisode 3) : Docteur
- 2013 : Motive (saison 1, épisode 4) : femme sans abri
- 2014 : Klondike (mini-série - épisode 1) : Gorna
- 2014 : Arctic Air (saison 3, épisode 9) : Daisy
- 2014 : Vous avez un message (saison 1, épisode 2) : Peg
- 2014 : The Killing (saison 4, épisode 2) : Camilla
- 2015 : iZombie (saison 1, épisode 3) : Mrs. Webster
- 2016 : Les 100 (saison 3, épisode 6) : Enera
- 2016 : Miranda's Rights (pilote) : Juge Quinn
- 2016 : Dead of Summer : Un été maudit (saison 1, épisodes 1 & 9) : femme âgée / conseillère
- 2016 : The Romeo Section (saison 2, épisode 9) : Bella
- 2016 : No Tomorrow (saison 1, épisode 10) : Emerald Sitay
- 2017 : Rogue (saison 4, épisode 1) : Pathologist Shauna
- 2018 : DC: Legends of Tomorrow (saison 3, épisode 10) : Dr Ellen Moore
- 2018 : Les Voyageurs du Temps (saison 3, épisode 3) : Linda MacVicar
- 2018-2020 : Siren : Roberta
- 2019 : The Murders (saison 1, épisode 2) : Joanne Devries
- 2020 : Altered Carbon (saison 2, épisodes 2, 3 & 8) : Shira
- 2020 : Motherland: Fort Salem (saison 1, épisode 1) : Melba Hull
- 2020 : Virgin River (saison 2, épisode 9) : Bea

#### Téléfilms
- 1993 : Tout pour ma fille (Whose Child Is This? The War for Baby Jessica) de John Kent Harrison : Joann Hoffpauir
- 1993 : Final Appeal de Eric Till : AA Speaker
- 1993 : Dying to Remember de Arthur Allan Seidelman : Woman Sergeant
- 1995 : Deadlocked: Escape from Zone 14 de Graeme Campbell : Female Convict
- 1996 : Panique en plein ciel (en) (Panic in the Skies!) de Paul Ziller : Donna Preston
- 1997 : La Fugue (Into the Arms of Danger) de Chuck Bowman : Joanie
- 1997 : Provocante (Tricks) de Kenneth Fink : Freda
- 1998 : Une vie inattendue (An Unexpected Life) de David Hugh Jones : Evelyn Baker
- 1999 : Le Dernier Justicier (You Know My Name) de John Kent Harrison : Ma Murphy
- 2002 : Le Sang du frère (My Brother's Keeper) de John Badham : Cam
- 2006 : 11 septembre : Le détournement du vol 93 (Flight 93) de Peter Markle : Alice Hogland (Mark Bingham's mother)
- 2006 : A Girl Like Me : L'Histoire vraie de Gwen Araujo (A Girl like Me: The Gwen Araujo Story) de Agnieszka Holland : Dr Martin
- 2007 : Mauvais fils (The Bad Son) de Neill Fearnley : Frances Reynolds
- 2010 : Riverworld, le fleuve de l'éternité (Riverworld) de Stuart Gillard : l'infirmière de Mark Twain (nuit 1)
- 2011 : Un demi-siècle nous sépare (The Edge of the Garden) de Michael M. Scott : voisin
- 2012 : Un bébé devant ma porte (Notes from the Heart Healer) de Douglas Barr : Tilly
- 2014 : Neuf vies pour Noël (The Nine Lives of Christmas) de Mark Jean : Mrs Winnamucker
- 2015 : Mon futur ex et moi (Autumn Dreams) de Neill Fearnley : Tracy
- 2016 : Meurtres en famille (Sandra Brown's White Hot) de Mark Jean : Alma
- 2016 : Les secrets du passé (Secrets in the Attic) de Paul Shapiro : Marjory Brinson
- 2017 : Final Vision de Nicholas McCarthy : Court Guide
- 2018 : Vous avez un message : en route vers le mariage (Signed, Sealed, Delivered: The Road Less Traveled) de Kevin Fair : Minnie
- 2020 : Poisoned Love: The Stacey Castor Story de Jim Donovan : Judy